# Нильссон, Роланд
Нильс Леннарт Роланд Нильссон (швед. Nils Lennart Roland Nilsson; родился 27 ноября 1963 года в Хельсингборге, Швеция) — шведский футболист и футбольный тренер. Известен по выступлениям за «Хельсингборг», «Шеффилд Уэнсдей», «Гётеборг» и сборную Швеции. Участник чемпионатов Европы 1992 и 2000, чемпионатов мира 1990 и 1994 годов, а также Олимпийских игр в Сеуле. В настоящее время — главный тренер клуба «Гётеборг».

## Клубная карьера
Нильссон воспитанник футбольной академии клуба «Хельсингборг». В возрасте 17 лет он дебютировал в чемпионате Швеции и зарекомендовал себя, как один из главных талантов страны. В 1983 году Роланд перешёл в «Гётеборг». Несмотря на успехи в предыдущем клубе ему пришлось бороться за место в основе, поэтому в первых сезонах он часто оставался в запасе. В составе «Гётеборга» Нильссон три раза выиграл чемпионат Швеции, а также завоевал Кубок УЕФА.
В 1989 году он перешёл в английский «Шеффилд Уэнсдей», выступающий в первом дивизионе. Сумма трансфера составила 375 фунтов стерлингов. Нильссон стал любимцем болельщиков, он помог команде в 1991 году выиграть Кубок лиги и впервые за тридцать лет выступать в Европе. Роланд несколько раз признавался лучшим защитником и лучшим легионером клуба. В 1994 году он покинул Англию и вернулся на родину в Хельсингборг. В 1996 году Нильссон был признан Футболистом года в Швеции, а в 1999 году он в четвёртый раз стал чемпионом Швеции. В 1997 году бывший тренер Роланда в «Шеффилде» Рон Аткинсон уговорил Нильссона вернуться, чтобы выступать за «Ковентри Сити», который он тренировал. Сумма трансфера составила 2 млн фунтов стерлингов. В новом клубе Роланд провёл два сезона, пытаясь спасти команду от вылета, после чего вновь вернулся в «Хельсингборг» в качестве играющего тренера. За последующие два сезона он не сыграл ни минуты и вернулся в том же качестве в «Ковентри». В 2002 году Нильссон вернулся на родину, где принял ГАИС. В 2004 году команду охватила эпидемия травм и Роланд вынужден был вернуться. Он принял участие в 7 матчах в возрасте 44 лет.

## Международная карьера
В 1988 году Нильссон в составе молодёжной национальной команды принял участие в Олимпийских играх в Сеуле. На турнире он сыграл в матчах против команд Туниса, Китая, Германии и Италии. В 1990 году Роланд впервые выступил на Чемпионате мира в Италии. Он сыграл во встречах против сборных Коста-Рики, Шотландии и Бразилии. Через два года Нильссон принял участие в домашнем Чемпионате Европы. На турнире он участвовал в поединках против команд Дании, Франции, Англии и Германии. Шведы завоевали бронзовые медали.
В 1994 году Роланд во второй раз поехал на Чемпионат мира в США. Он принял участие в матчах против сборных Саудовской Аравии, России, Камеруна, Румынии, Болгарии и дважды Бразилии. Роланд завоевал бронзовые медали первенства.
6 июня 2000 года в товарищеском матче против сборной Испании Нильссон забил свой первый гол за национальную команду, реализовав пенальти. В том же году он второй раз принял участие в Чемпионате Европы в Бельгии и Нидерландах. На турнире Роланд сыграл в матче против хозяев первенства сборной Бельгии. В первом тайме в одном из эпизодов он получил сотрясение мозга и не смог помешать Барту Гору забить первый гол первенства. В перерыве Нильссон был заменён и не смог продолжить выступления на турнире.

### Голы за сборную Швеции
| #   | Дата           | Место                          | Противник | Счёт | Соревнование      |
| --- | -------------- | ------------------------------ | --------- | ---- | ----------------- |
| 01. | 8 августа 1991 | Уллевол, Осло, Норвегия        | Норвегия  | 2:1  | Товарищеский матч |
| 02. | 3 июня 2000    | Гамла Уллеви, Гётеборг, Швеция | Испания   | 1:1  | Товарищеский матч |

## Достижения

### Командные
«Гётеборг»
- Чемпионат Швеции по футболу: 1983, 1984, 1987
- Обладатель Кубка УЕФА: 1986/87

«Шеффилд Уэнсдей»
- Обладатель Кубка лиги: 1991

«Хельсингборг»
- Чемпионат Швеции по футболу: 1999

Сборная Швеции
- Бронзовый призёр чемпионат Европы: 1992
- Бронзовый призёр чемпионата мира: 1994

### Личные
- Футболист года в Швеции: 1996
- Защитник года в Швеции: 1996, 1999